# Niloofar Rahmani
Niloofar Rahmani   (Afganistan, 1992) és una pilot afganesa, la primera en servir a la Força Aèria Afganesa des de la caiguda del règim taliban. Va iniciar els seus estudis el 2010 i va graduar-se el 2012, inspirada pel seu pare i per les figures de dues dones pilot d'helicòpters durant la invasió soviètica de l'Afganistan.
Rahmani inicià la seva carrera pilotant un Cessna 208 i un Cessna 182 però aspira a pilotar avions de més envergadura i a esdevenir professora de vol per altres dones pilot. Quan la seva carrera va guanyar reconeixement públic, els taliban van començar a amenaçar-la a ella i a la seva família, que van haver de traslladar-se en més d'una ocasió. El 2018 va obtenir asil als Estats Units, on aspira a esdevenir pilot de la Força aèria dels Estats Units.
El 2015 va rebre el Premi Internacional Dona Coratge atorgat pel Departament d'Estat dels Estats Units.